# Rex Ramirez
Rex Cullingham Ramirez (ur. 15 grudnia 1967 w Balangiga) – filipiński duchowny katolicki, biskup Naval od 2018.

## Życiorys

### Prezbiterat
Święcenia kapłańskie otrzymał 27 marca 1995 i został inkardynowany do archidiecezji Palo. Po święceniach pracował jako sekretarz arcybiskupi. W latach 197–2007 studiował w Rzymie, a po powrocie do kraju został wykładowcą i ojcem duchownym instytutu teologicznego w Palo. W 2013 objął funkcję rektora archidiecezjalnego seminarium, a rok później został także wikariuszem generalnym archidiecezji.

### Episkopat
13 października 2017 papież Franciszek  mianował go biskupem ordynariuszem diecezji Naval. Sakry udzielił mu 9 stycznia 2018 metropolita Manili - kardynał Luis Antonio Tagle.